# Galeria Krzysztofory

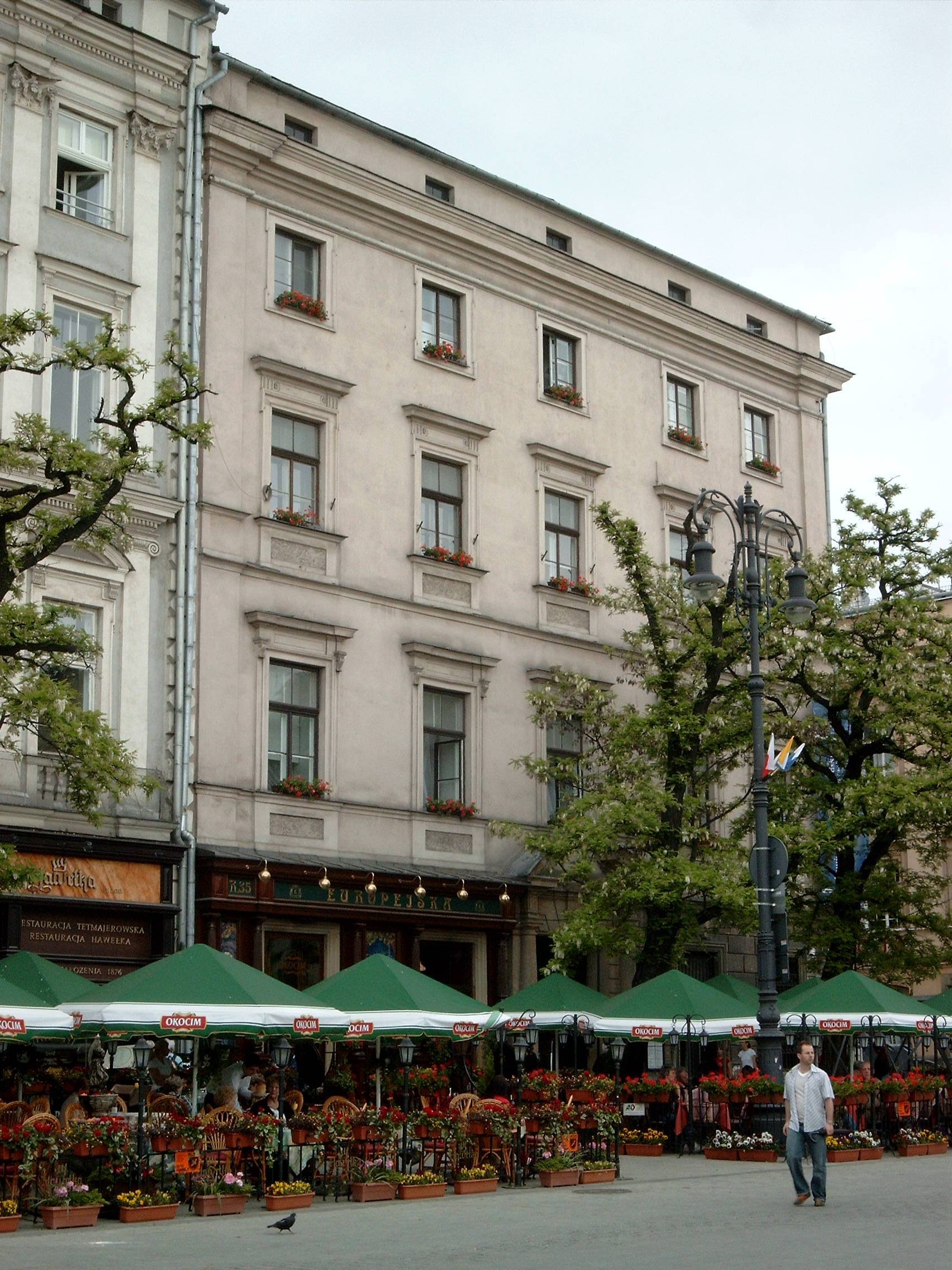
Krzysztofory od strony Rynku Głównego

Galeria Stowarzyszenia Artystycznego Grupa Krakowska Krzysztofory – awangardowe stowarzyszenie artystyczne powstałe w latach 30. XX w., które istniało do 1937 roku. Siedziba stowarzyszenia mieściła się w Pałacu pod Krzysztofory przy ul. Szczepańskiej 2 w Krakowie.

## Historia
Od 1958 roku w tymże budynku mieścił się Teatr Cricot 2 Tadeusza Kantora. Rok wcześniej, 9 maja, odrodziła się Grupa Krakowska i otwarta została galeria w piwnicach Pałacu Krzysztofory.
Galeria prezentowała prace artystów należących do Grupy Krakowskiej, m.in. Tadeusza Brzozowskiego, Marii Jaremy, Jonasza Sterna, Janiny Kraupe i innych. Twórcy Grupy Krakowskiej byli przedstawicielami następujących nurtów w sztuce współczesnej: ekspresjonizmu, malarstwa materii, malarstwa surrealistycznego, informel i abstrakcji (odwrót sztuki od wzorców socrealizmu).
Obecnie w galerii odbywają się nadal wystawy Grupy Krakowskiej, jak również prezentacje Tadeusza Kantora i Teatru Cricot 2 oraz współczesnej polskiej sztuki.
W 2003 roku w Krzysztoforach odbyła się wystawa Grupy Krakowskiej (bez katalogu). Wzięli w niej udział:
Jerzy Bereś, Julian Jończyk, Jerzy Kałucki, Maria Stangret-Kantor, Janina Kraupe-Świderska, Jan Pamuła, Karol Pustelnik, Janusz Tarabuła, Jan Tarasin, Danuta Urbanowicz, Witold Urbanowicz, Zbigniew Warpechowski, Marian Warzecha i Jerzy Wroński.